# Palais Querini Benzon
Le palais Querini Benzon est un palais de Venise situé dans le quartier San Marco et surplombant le Grand Canal . En face se trouvent le palais Bernardo et le palais Querini Dubois .

## Histoire
Construit au début du XVIIIe siècle, le palais prend la place d'une structure précédemment démolie. Le palais est devenu célèbre grâce à la noble Marina Querini (1757-1839), épouse de Pietro Giovanni Benzon, qui, dans la dernière période de la république de Venise (1797), a fait de sa résidence l'un des salons littéraires les plus renommés de la ville, grâce à la présence de nombreux artistes importants de l'époque, dont Lord Byron, Thomas Moore, Ugo Foscolo et Giacomo Casanova ,. Aujourd'hui, le palais est considéré comme un site du patrimoine de l'UNESCO .

## Architecture
Le bâtiment a un portail d'eau avec un escalier, un étage noble avec toutes les ouvertures agrémentées de balcons. Le deuxième étage a été ajouté en 1897 comme une imitation de l'étage noble. Au-dessus de la corniche, en position centrale, il y a une terrasse à balustrade. Le rez-de-chaussée est recouvert de pierre ; le reste de la façade est en plâtre. La façade est décorée de façon symétrique de six patères.